# Статическая система
Статическая система — это такая система автоматического регулирования, в которой ошибка регулирования стремится к постоянному значению при входном воздействии, стремящемся к некоторому постоянному значению. Другими словами, статическая система не может обеспечить постоянство управляемого параметра при переменной нагрузке.
Зависимость между значением управляемого параметра и величиной внешнего воздействия (нагрузкой) на объект управления. По виду зависимости между значением управляемого параметра и нагрузкой системы делят на статические и динамические. Зависимость динамической ошибки (q) от времени (t) для систем в установившемся режиме имеет вид q(t) = x(t) — y(t), где x(t) — сигнал управления, y(t) — выходная характеристика.
При установившихся значениях сигнала управления и выходной характеристики ошибка системы q(уст) = x(уст) — y(уст). В зависимости от значения q(уст) и определяют тип системы.